# OneRepublic
Gli OneRepublic sono un gruppo musicale pop rock  statunitense formatosi a Colorado Springs nel 2002 e composto da Ryan Tedder (voce, pianoforte, chitarra ritmica, percussioni), Zach Filkins (chitarra, viola), Drew Brown (chitarra ritmica, pianoforte, percussioni), Brent Kutzle (basso, violoncello, tastiere, chitarra ritmica), Eddie Fisher (batteria) e Brian Willett (tastiere e violino).
Il gruppo ha ottenuto il suo primo successo commerciale su Myspace come gruppo indipendente. Hanno pubblicato il loro album di debutto, Dreaming Out Loud, nel 2007. Il primo singolo, Apologize, è stato remixato da Timbaland e ha riscosso un grande successo internazionale, raggiungendo la prima posizione in sedici paesi e guadagnandosi una nomination ai Grammy Award. Ha rispecchiato il successo del precedente anche il secondo singolo, Stop and Stare. L'album è stato poi certificato Platino dalla Recording Industry Association of America (RIAA). Il secondo album del gruppo, Waking Up (2009), è stato promosso dai singoli All the Right Moves, Secrets e Good Life, quest'ultimo raggiungendo anche la top ten della Billboard Hot 100 statunitense.
Il terzo album degli OneRepublic, Native (2013), è entrato per la prima volta nella top ten della Billboard 200 e ha raggiunto il quarto posto nella classifica degli album più venduti. Il singolo If I Lose Myself è entrato nella top ten in diversi Paesi, mentre il terzo singolo dell'album, Counting Stars, è diventato il singolo di maggior successo della band ad oggi, raggiungendo la top five in Australia, Canada, Germania, Irlanda, Nuova Zelanda, Stati Uniti e Regno Unito. Counting Stars è inoltre il singolo della band che finora ha raggiunto la più alta posizione in classifica nel Regno Unito. Ha inoltre raggiunto la posizione numero 2 della statunitense Billboard Hot 100, eguagliando il picco più alto raggiunto da Apologize nel 2007.
Il 7 ottobre 2016 gli OneRepublic hanno pubblicato Oh My My, il loro quarto album in studio, che vede la partecipazione di numerosi collaboratori, tra cui Cassius, Peter Gabriel e Santigold. Preceduto dai singoli Wherever I Go, pubblicato il 13 maggio 2016, e Kids, pubblicato il 12 agosto 2016, è stato riconosciuto dalla critica e dalla band come un cambiamento nel loro sound rispetto agli album precedenti. Il loro quinto album in studio, Human, è stato pubblicato nel 2021. Nel 2024 pubblicano l’album Artificial Paradise che include I Ain’t Worried. La formazione ha venduto oltre sedici milioni di copie a livello mondiale.

## Storia

### Gli inizi (1996-2001)
La prima incarnazione di quello che si è poi evoluto in OneRepublic si formò nel 1996 dopo che Ryan Tedder e Zach Filkins diventarono amici durante il loro ultimo anno alla Colorado Springs Christian High School di Colorado Springs, in Colorado. Durante un viaggio verso casa, mentre Filkins e Tedder discutevano dei loro musicisti preferiti tra cui Fiona Apple, Peter Gabriel, gli U2 e i R.esistence in Dub, decisero di mettere insieme una band. Arruolarono alcuni amici musicisti e chiamarono il loro gruppo This Beautiful Mess. Tedder, Filkins & Co. fecero alcuni piccoli concerti a Pikes Perk, cui parteciparono amici e familiari. Diversi anni dopo Tedder e Filkins si separarono, andando a frequentare due diversi college.

### Primi lavori e il successo (2002-2006)
Ricongiunti a Los Angeles nel 2002, Tedder e Filkins formarono la loro band con il nome di Republic. Ryan Tedder da allora si stabilì lì come cantautore e produttore discografico, dopo aver convinto Filkins, che viveva a Chicago, a trasferirsi. Nove mesi dopo, firmarono con Velvet Hammer, una casa editrice della Columbia Records. Dopo alcuni cambi di formazione, finalmente risolsero con Tedder alla voce, Filkins alla voce chitarra e cori, Eddie Fisher alla batteria, Brent Kutzle al basso e violoncello, e Drew Brown alla chitarra solista. In seguito cambiarono il nome alla band in OneRepublic, dopo che la loro casa discografica fece presente che il nome di Republic avrebbe potuto causare controversie con altre band.
Lavorarono in studio per due anni e mezzo e registrarono il loro primo album full-length. Il loro album avrebbe dovuto essere pubblicato il 6 giugno 2006, con Sleep come loro singolo di debutto, ma la Columbia Records sciolse il contratto con loro due mesi prima di quella data. La band pubblicò il primo singolo il 30 aprile 2006 e grazie ad esso cominciò a guadagnare visibilità su MySpace, arrivando ai primi posti nella classifica del sito. Questo catturò l'attenzione di un numero di etichette, tra cui Timbaland Mosley Music Group. La band firmò alla fine con questa etichetta discografica, diventando la prima rock band a farlo.

### Dreaming Out Loud(2007-2008)
Il primo singolo degli OneRepublic, Apologize, venne pubblicato nella sua versione originale nell'album di debutto della band, Dreaming Out Loud. La canzone è stata anche pubblicata come remix di Timbaland, versione 2007 di Shock Value.
Il singolo in versione remix, presente nell'album Shock Value, fu un grande successo sia negli Stati Uniti sia a livello internazionale. Apologize raggiunse la posizione numero uno per otto settimane consecutive nella Billboard Pop 100 chart e la top-tre della Billboard Hot 100. La canzone ha venduto 4,3 milioni i download digitali negli Stati Uniti ed è stato certificata disco di platino 4x. La canzone fu un enorme successo internazionale, raggiungendo il numero uno in 16 paesi, tra cui Nepal, Australia, Austria, Germania, Italia, Nuova Zelanda, Austria, Svezia, Egitto, Turchia, e Paesi Bassi, trascorrendo tredici settimane al numero uno in Canada.
Il secondo singolo estratto dall'album, Stop and Stare, uscito nel marzo 2008, raggiunse la parte alta della classifica Hot 100 e il numero 9 nella classifica Pop 100. Il brano, pur non essendo un successo come Apologize, portò la band maggiormente alla ribalta.
Il loro terzo singolo, Say (All I Need), venne pubblicato nel Regno Unito e negli Stati Uniti nel giugno 2008. Nel settembre 2008, la band pubblicò Mercy, il loro quarto e ultimo singolo estratto dall'album. Come Home, un singolo digitale, venne rimasterizzato con Sara Bareilles e fu pubblicato il 14 luglio 2009 tramite iTunes.
L'album uscì negli Stati Uniti il 20 novembre 2007, con date di uscita internazionali scaglionate all'inizio del 2008. Dreaming Out Loud vendette 822 458 copie negli Stati Uniti e oltre 2 milioni in tutto il mondo a partire dal 2009, venendo certificato oro negli Stati Uniti. Tuttavia, la ricezione critica dell'album variava da negativo a misto. Robert Christgau diede all'album una recensione negativa, definendolo una "cilecca". Rolling Stone diede all'album 2 stelle su 5, ma pose la band nella loro lista "Artisti da seguire", che comprendeva dieci artisti che, secondo la rivista, « [...] stanno portando il futuro della musica, oggi.».

### Waking Up(2009-2011)

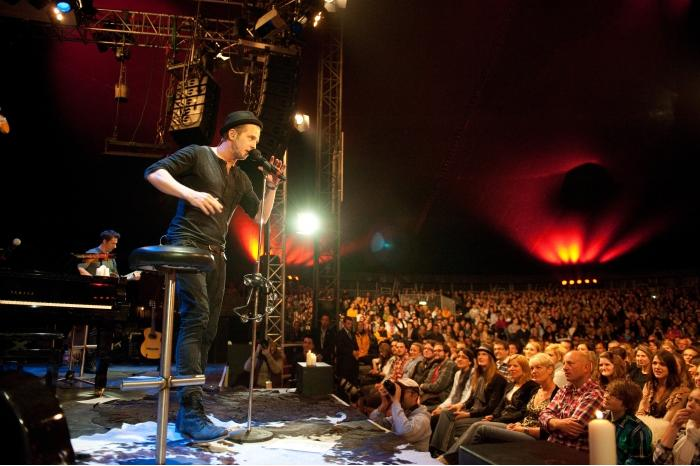
Gli OneRepublic dal vivo nel 2011 in Svizzera

Il 24 settembre 2008 la band ha dichiarato durante un concerto al Forum di Londra in Inghilterra, che stavano lavorando su nuove canzoni per un nuovo album in uscita nell'estate del 2009. La band ha suonato una delle canzoni appena registrate dal titolo, All the Right Moves. La band poi si trasferisce a Denver, in Colorado, per completare i lavori per l'album.
L'album, intitolato Waking Up, è stato pubblicato il 17 novembre 2009. Una versione deluxe dell'album è stata pubblicata con quattro tracce bonus. Quattro singoli sono stati pubblicati dall'album: All the Right Moves, Secrets, Marchin On e Good Life.
All the Right Moves ha raggiunto la posizione numero 18 della Billboard Hot 100 ed è stata pubblicata alla radio mainstream il 29 settembre 2009. Per la band è il primo singolo del disco per tutti i paesi ad eccezione di Austria e Germania, dove Secrets è il primo singolo del nuovo album. L'album ha ricevuto recensioni contrastanti da parte della critica. Ha raggiunto la posizione numero 21 nella Billboard 200 Chart e ha venduto oltre 400 000 copie negli Stati Uniti.
Secrets è stata utilizzata nella colonna sonora del film del 2010 L'apprendista stregone e nel materiale promozionale per le serie TV Pretty Little Liars e Nikita. Inoltre è stata usata come sigla per il lancio della Ralph Lauren "Big Pony", una raccolta di fragranza. La musica degli OneRepublic è stata anche utilizzata nelle serie TV One Tree Hill, Gossip Girl e Castle - Detective tra le righe. Due canzoni sono state presenti in The Vampire Diaries: Marchin 'On nella prima stagione e All This Time nella seconda stagione. Good Life è stata usata nei film Eat Pray Love e Easy A, la canzone Good Life negli episodi 1x1 e 1x12 del telefilm Canadese della ABC Rookie Blue e nell'episodio 6x11 la canzone Counting Stars.
Gli OneRepublic hanno partecipato con Leona Lewis per il secondo album Echo sul brano di Lost Then Found e hanno anche collaborato per la seconda volta con Timbaland per il suo album, Shock Value II, con il brano di Marchin On in versione remix.
Gli OneRepublic hanno scritto la loro prima canzone natalizia intitolata Christmas Without You, ed è stata lanciata su iTunes il 21 novembre 2011.

### Native(2012-2014)

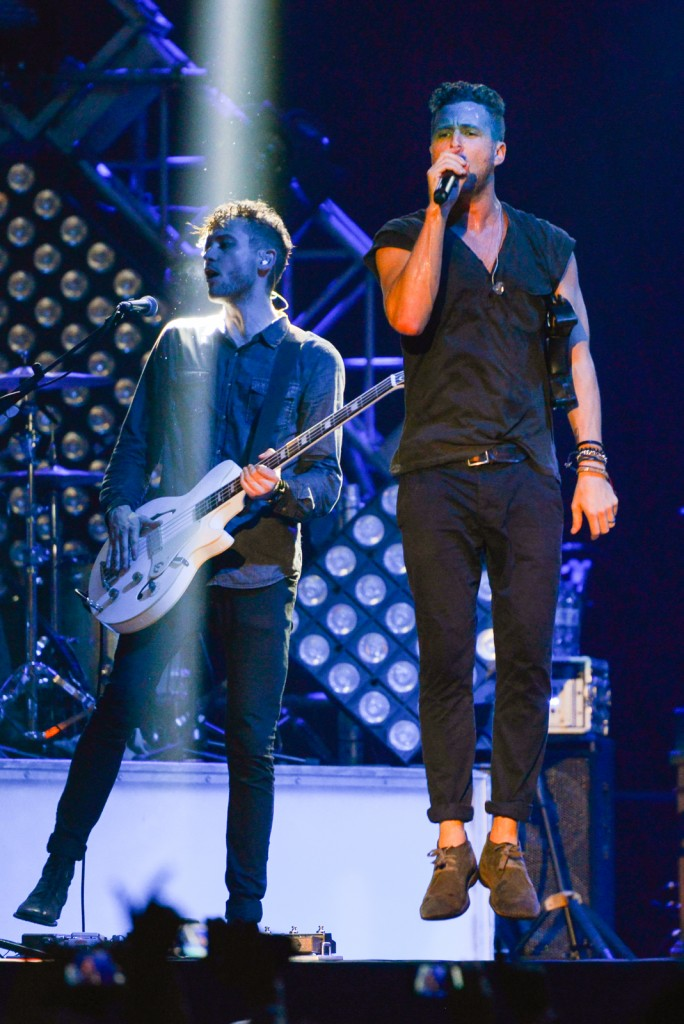
Il cantante Ryan Tedder e il bassista Brent Kutzle durante un concerto in Malaysia

Il 6 luglio 2012, gli OneRepublic hanno annunciato via Twitter che il singolo promozionale per l'album si sarebbe intitolato Feel Again. La band la cantò per la prima volta al Good Morning America del 10 agosto. Il singolo fu ascoltato invece per la prima volta in radio il 22 agosto e fu pubblicato il 27 dello stesso mese; il giorno dopo uscì anche il videoclip ufficiale, pubblicato su YouTube. Parte dei ricavati delle vendite viene donata alla campagna Save the Children's Every Beat Matters, che si occupa di preparare assistenti sanitari per lavori in prima linea in tutto il mondo.
L'8 gennaio 2013, la band annunciò che il nuovo album sarebbe stato pubblicato il 26 marzo 2013. Nello stesso giorno dell'annuncio fu pubblicato il primo singolo a livello globale, If I Lose Myself. Una nuova versione remix del singolo è stata pubblicata su iTunes il 30 marzo 2013 con la collaborazione del disc jockey svedese Alesso.
Native, titolo scelto per il nuovo disco, è stato pubblicato il 22 marzo in Germania e a partire dal 25 marzo nel resto del mondo.
Il terzo singolo ufficiale dell'album è stato Counting Stars, pubblicato in Austria, Germania e Svizzera il 14 giugno 2013. Nel Regno Unito è stato il primo singolo ufficiale estratto dall'album, singolo che ha avuto un grande successo scalando le classifiche di tutto il mondo.
Dall'album è stato distribuito un quarto singolo Something I Need ed è stato distribuito il 25 agosto 2013. Nonostante la poca promozione del brano alla sua uscita grazie al successo in ritardo e inaspettato di Counting Stars, la canzone è ancora riuscita a essere certificata 3x platino in Australia e platino in Nuova Zelanda a partire dal dicembre 2013.
L'8 aprile 2014 gli OneRepublic hanno confermato via Twitter che la loro nuova canzone, Love Runs Out, sarebbe stata pubblicata il 14 aprile. Tedder aveva detto che la band aveva inteso la canzone per essere il primo singolo dell'album, ma che non c'era un coro giusto per la canzone, quindi l'uscita del brano è stata ritardata. La canzone è stata pubblicata come previsto, il 14 aprile, insieme a una riedizione digitale di Native con Love Runs Out come seconda traccia.
Il 15 agosto 2014 il gruppo ha pubblicato il brano Ordinary Human, contenuto nella colonna sonora del film The Giver - Il mondo di Jonas, mentre il mese successivo hanno pubblicato il video musicale di I Lived, il sesto singolo dal loro album Native. Il video aumenta la consapevolezza della fibrosi cistica, facendo apparire in esso Bryan Warnecke, un ragazzo di 15 anni che vive in quella condizione. Il 23 settembre Arty pubblica un remix del singolo.

### Oh My My(2016-2017)
Durante i loro ultimi concerti la band nel 2015 in un video conferma nuova musica e nuovo sound in arrivo.
Il 18 aprile 2016, la band ha pubblicato una lettera scritta a mano sul loro sito web e ha impostato un conto alla rovescia fino al 12 maggio alle 09:00. Hanno così iniziato l'invio di cartoline ai fan in tutto il mondo, dicendo che il primo singolo estratto dal nuovo disco si chiamerà Wherever I Go. Si esibiranno per il singolo alla finale di The Voice of Italy il 25 maggio 2016. Essi partecipano a MTV Music Evolution in Manila 2016 il 24 giugno e alla BBC Radio 1 Big Weekend in Regno Unito il 29 maggio. Wherever I Go debutta nelle stazioni radiofoniche il 24 maggio 2016, mentre viene pubblicato per il download digitale a livello globale qualche giorno prima, il 13 maggio del solito anno.
Il 3 agosto dello stesso anno, Ryan Tedder afferma il loro Nuovo singolo è chiamato Kids: infatti è stato annunciato sul sito web della band come singolo apri-pista per il prossimo album. Il 12 agosto Kids viene rilasciato come nuovo singolo, di cui il video è stato girato in Messico.
Il 25 agosto 2016 la band annuncia attraverso il suo profilo Twitter la data di uscita dell'album, cioè il 7 ottobre, e il suo titolo, Oh My My. Nell'album sono presenti tracce con Peter Gabriel, Cassius e Santigold. Prima della sua uscita, due singoli promozionali sono stati rilasciati: Future Looks Good e A.I. in collaborazione con Peter Gabriel.
Nel mese di novembre 2016, la band ha annunciato che Let's Hurt Tonight sarà la colonna sonora ufficiale del film Collateral Beauty. In seguito hanno eseguito la canzone agli MTV Europe Music Awards. Il 6 dicembre, dopo la performance a The Voice, un video ufficiale per la canzone è stato pubblicato sul canale VEVO, con alcune scene del film. Il singolo è stato pubblicato in Nord America il 9 gennaio 2017.
La band è stata da supporto al Tour degli U2 negli Stati Uniti per il The Joshua Tree Tour 2017. In seguito hanno pubblicato le date del tour negli Stati Uniti e Canada, Honda Civic Tour 2017, con inizio il 7 luglio 2017.
Il frontman Ryan Tedder conferma un remix del brano Lift Me Up con il DJ Michael Brun. pubblicato il 9 giugno 2017.

### Singoli (2017-2018)
Un brano inedito, No Vacancy, viene pubblicato come singolo il 28 aprile 2017. Il 30 giugno 2017 segue il singolo Truth to Power, colonna sonora al film Una scomoda verità 2. Rich Love, pubblicato il 14 luglio, è un altro singolo inedito realizzato con la collaborazione di SeeB, mentre il 25 luglio viene pubblicata una cover del gruppo di Champagne Supernova degli Oasis. La cover, registrata agli Abbey Road Studios, è stata incisa in occasione della seconda puntata di Music Happens Here, la serie di documentari dedicati ai luoghi storici del rock, prodotti da Spotify in collaborazione con la catena di hotel Hilton e la multinazionale Live Nation.
Il 3 novembre 2017, Kygo collabora con i OneRepublic per il singolo Stranger Things, brano incluso nel suo album Kids in Love (2017).
A inizio 2018 gli OneRepublic hanno pubblicato il brano inedito Born to Race, impiegato come sigla per il videogioco Need for Speed online. Il 5 maggio 2018 ne è stato diffuso un videoclip ufficiale esclusivamente per le televisioni asiatiche.
Start Again degli OneRepublic è il nuovo singolo in collaborazione con Logic, inserito nella colonna sonora della seconda stagione della serie tv Netflix, 13 Reasons Why. Secondo singolo estratto dalla colonna sonora della serie tv il 16 maggio 2018.
Gli OneRepublic il 26 giugno 2018 hanno pubblicato per il download digitale un nuovo singolo chiamato Connection. Il singolo è stato presentato dal vivo durante un concerto speciale al Greek Theatre di Los Angeles a Griffith Park, i cui filmati sono stari impiegati per diversi nuovi spot di Jeep.
Il 9 novembre il marchio Jeep e OneRepublic si uniscono per la seconda collaborazione nel 2018. Lo spot Colorful Christmas della durata di 30 secondi presenta una vibrante re-immaginazione di White Christmas dei OneRepublic, con la gamma di veicoli completa del marchio Jeep che celebra le festività natalizie.
Il 28 gennaio 2019, gli OneRepublic hanno annunciato di essere in collaborazione in una canzone dei Galantis intitolata Bones, pubblicata il 31 gennaio 2019.

### Human(2019-2021)

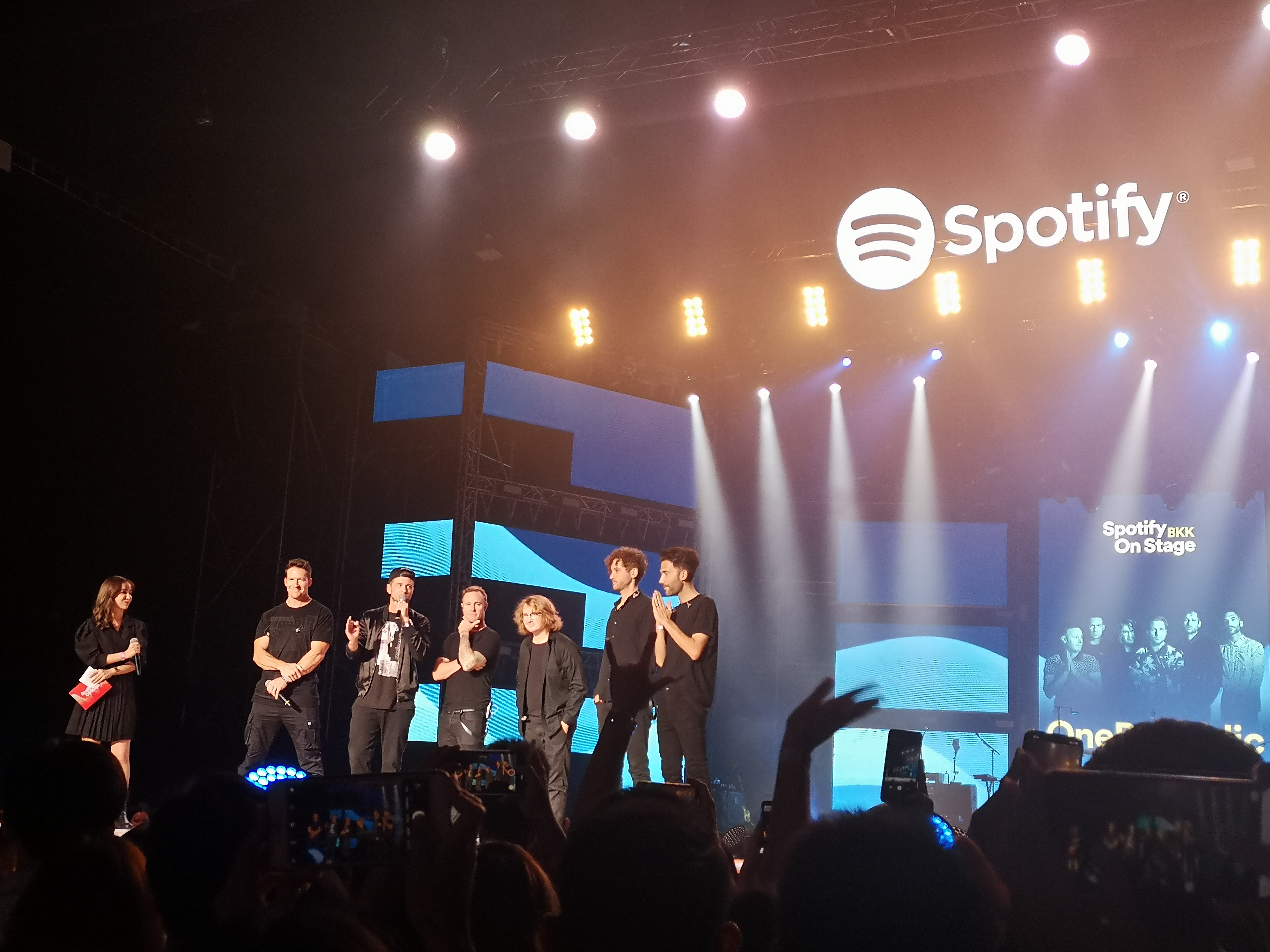
Gli OneRepublic nel 2019.

Il 17 maggio 2019 gli OneRepublic hanno presentato il singolo Rescue Me, a cui ha fatto seguito a settembre il secondo singolo Wanted, annunciato in precedenza durante un concerto in Colorado. Sempre nel mese di settembre è stato pubblicato il singolo promozionale Somebody to Love, composto per il programma televisivo Songland.
Il 13 marzo 2020 il gruppo ha reso disponibile un ulteriore singolo, intitolato Didn't I. Il 25 dello stesso mese è stato pubblicato Better Days, composto durante la pandemia di COVID-19 del 2019-2021 e incluso nell'edizione dell'album, intitolato Human. Intorno allo stesso periodo Tedder ha affermato che la band aveva «due anni di canzoni sparse su hard disk» e stava cercando di trovare e finire «le migliori» per creare un album coerente.
Il 15 maggio è uscito il singolo Lose Somebody, realizzato insieme a Kygo e inserito nell'album Golden Hour di quest'ultimo. Il 25 settembre 2020 viene pubblicato un altro singolo intitolato Wild Life, quest'ultimo presente nella versione deluxe dell'album.
Il 5 maggio 2021 la band pubblica il quinto singolo estratto dall'album, intitolato Run.
Il gruppo ha pubblicato il loro quinto album in studio, Human, il 27 agosto 2021, insieme al sesto singolo Someday.
Il 27 e 28 ottobre gli OneRepublic hanno tenuto un concerto in livestreaming, intitolato One Night in Malibu, attraverso la piattaforma online Moment House, a sostegno dell'uscita del nuovo album Human. La band è diventata il primo grande artista statunitense ad accettare criptovalute come pagamento per un concerto dal vivo, dopo aver accettato pagamenti tramite l'app di bitcoin Strike per un concerto del 16 novembre alla Haydn Hall di Vienna.

### Artificial Paradise (2022-2024)
Il 10 novembre 2021 gli OneRepublic hanno pubblicato la canzone Sunshine, utilizzata come colonna sonora del film Clifford the Big Red Dog.
Il 25 febbraio 2022, gli OneRepublic pubblicano la canzone West Coast. Il brano è il lead single dell'imminente sesto album in studio della band. La canzone è un'ode allo stato americano della California ed evoca le sonorità classiche della California degli anni Sessanta, derivanti da gruppi come i Beach Boys e i Mamas and the Papas, insieme all'ispirazione dei Gorillaz. Il 1º aprile è stato pubblicato You Were Loved, singolo del DJ e produttore Gryffin, in cui la band partecipa come ospite.
Il 13 maggio 2022 la band pubblica I Ain't Worried, secondo singolo estratto dopo Hold My Hand, della colonna sonora del film Top Gun: Maverick. Il brano è stato confermato anche per l'imminente sesto album in studio, successivamente viene pubblicata anche una versione acustica del brano. Inoltre annunciano un ritorno in concerto in Italia e in Europa (2023).
Durante il tour asiatico la band registra il nuovo brano, Runaway, reso pubblico il 26 maggio 2023. Il 22 settembre seguente il gruppo, in collaborazione con Mishaal Tamer per Ubisoft, casa produttrice del videogioco Assassin's Creed, ha pubblicato il brano Mirage. L’8 novembre è poi uscito il singolo natalizio Dear Santa.
Il 15 marzo 2024 la band collabora al remix del singolo di KCee Ojapiano.
Il 4 aprile successivo è pubblicato il singolo I Don't Wanna Wait con il produttore francese David Guetta. La canzone interpola Dragostea Din Tei degli O-Zone.
Il 12 aprile viene invece pubblicato Nobody, sigla finale per l'anime Kaiju No. 8, presentato in anteprima il 13 aprile 2024.
Il 10 maggio i Meduza, OneRepublic e Leony collaborano insieme per il nuovo brano Fire, inno di UEFA EURO 2024.
Il 4 luglio viene rilasciato, Hurt, brano che anticipa l’uscita del disco, Artificial Paradise, disponibile dal 12 luglio 2024. Infine il 29 agosto viene rilasciato l ultimo brano Sink or Swim.

### Settimo album e nuovi brani  (2025-presente)
Il 28 gennaio 2025, la band ha eseguito la canzone "Counting Stars" al Gala del Festival di Primavera ospitato dal China Media Group statale, che è il programma più visto in Cina. A causa delle relazioni tese tra Cina e Stati Uniti, è raro che gli artisti americani appaiano in questo programma.
Il 24 gennaio 2025, la band pubblica la sua terza canzone con Kygo, "Chasing Paradise". Il 27 febbraio, hanno pubblicato "Tell Me" con Karan Aujla e Ikky. "Invincible", da Kaiju n. 8, è stato rilasciato il 18 aprile. Il 20 giugno, hanno pubblicato "Starlight (The Fame)" con The Supermen Lovers, un remix del suo singolo di debutto "Starlight".
Il 10 luglio 2025, la band ha annunciato di aver firmato con la BMG dopo 18 anni con la Mosley e la Interscope Records. Il primo singolo pubblicato sotto BMG è stato "Beautiful Colors" il 25 luglio, la loro terza canzone per Kaiju No. 8 e singolo inaugurale per il loro prossimo settimo album in studio.

## Stile e influenze
Le influenze musicali degli OneRepublic e il loro stile molto variegato ha portato Tedder a descrivere la band in questo modo: «Non rispettiamo i generi, se è una buona canzone o un buon artista sia rock, pop, indie o hip hop, ha probabilmente influito su di noi un certo livello [...] Niente di nuovo sotto il sole, siamo una somma di un gruppo di più parti». Citano i The Beatles, per la capacità della scrittura delle canzoni e l'inventiva melodica e gli U2: Tedder infatti afferma di aspirare a coinvolgere e far muovere il pubblico come Bono durante i concerti della sovracitata band. Poi gli M83 e gli Oasis.
Tuttavia, gli OneRepublic sono stati spesso paragonati a band come U2 e Coldplay. Tedder ha detto di questi ultimi che «Le loro influenze sono le nostre influenze». Ha anche dichiarato: «La grande differenza, penso, è che noi abbiamo un trascorso più urban e hip hop. Sono stato la produzione, la scrittura e l'esecuzione di roba urban, e cerco di portare ciò all'interno del gruppo perché non cerchiamo di essere una band britannica». Drew Brown aggiunge «Non siamo fan sfegatati dei Coldplay, ma a causa del confronto, abbiamo fatto una nostra ricerca, e sono sicuro che abbiamo una grande manciata di influenze in comune».

## Formazione

### Formazione attuale
- Ryan Tedder – voce, basso, chitarra acustica, pianoforte, tastiera, sintetizzatore, tamburello (2002-presente)
- Zach Filkins – voce, chitarra, viola, violino (2002-presente)
- Drew Brown – chitarra, basso, tastiera, xilofono, cori (2002-presente)
- Brent Kutzle – basso, violoncello, violino, tastiera, sintetizzatori, programmazioni (2002-presente)
- Eddie Fisher – batteria, percussioni (2005-presente)
- Brian Willett – voce, percussioni, sintetizzatori, xilofono, tastiera, pianoforte (2012-presente)

### Ex componenti
- Jerrod Bettis – batteria (2002-2005)
- Tim Myers – basso (2005-2007)

## Discografia

### Album in studio
- 2007 – Dreaming Out Loud
- 2009 – Waking Up
- 2013 – Native
- 2016 – Oh My My
- 2021 – Human
- 2024 – Artificial Paradise

### Album dal vivo
- 2014 – iTunes Session

### Compilation
- 2023 – Japan Paradise Tour Edition
- 2025 – The Collection

## Videografia
- 2018 – Live in South Africa
- 2022 – One Night in Malibu

## Riconoscimenti
- 2008: Teen Choice Awards - miglior voce rock: “Stop and Stare”
- 2008: Premios 40 Principales - miglior hit internazionale: “Apologize”
- 2008: MTV Asia Awards - miglior "Hook Up": “Apologize” feat. Timbaland
- 2010: Eska Music Awards - band dell'anno (Internazionale)
- 2017: Webby Awards - miglior video musicale: “Kids”
- 2024: iHeart Radio Music Awards - band dell’anno (Internazionale)
- 2025: Weibo Awards - miglior esibizione live: “Counting Stars”
- 2025: Japan Gold Disc Awards - miglior hit internazionale dell’anno: “Nobody”
- 2025: Japan Expo Awards - Daruma best ending: “Nobody”

## Tournée
- 2008–2009: Tag This Tour
- 2010–2012: Good Life Tour
- 2013–2015: Native World Tour
- 2017: Honda Civic Tour
- 2022–2023: OneRepublic Live in Concert
- 2025: Escape to Europe 2025 Tour